# AOLserver
AOLserver ist ein freier Webserver, der von AOL weiterentwickelt und eingesetzt wurde. Er ist multithreading-fähig, kann mit der Skriptsprache Tcl programmierte dynamische Webseiten verarbeiten, und wurde vorrangig für stark frequentierte Internetpräsenzen eingesetzt. AOLserver wurde unter der  Mozilla Public License (MPL) 1.1 veröffentlicht.
Die Software wurde ursprünglich von der Firma NaviSoft unter dem Namen NaviServer entwickelt, jedoch 1995 umbenannt, als AOL NaviSoft aufkaufte. Die Entwicklung wurde 2009 im Wesentlichen eingestellt.
Seit Mitte 2005 gibt es unter dem ursprünglichen Namen NaviServer eine Abspaltung, bei welcher der Entscheidungsprozess über neue Merkmale offener geführt werden soll.